# برج‌های اتحاد
برج‌های اتحاد مجموعه از ۵ برج واقع در ابوظبی، امارات متحده عربی است. ساخت و ساز این ساختمان‌ها در سال ۲۰۰۶ شروع و در سال ۲۰۱۱ به پایان رسیده است.

## مشخصات
- برج ۱: ۶۹ طبقه، ۲۷۷ متر[۱]
- برج ۲: ۷۴ طبقه، ۳۰۵ متر[۲]
- برج ۳: ۵۴ طبقه، ۲۶۰ متر[۳]
- برج ۴: ۶۱ طبقه، ۲۳۴ متر[۴]
- برج ۵: ۵۵ طبقه، ۲۱۸ متر[۵]